# Allograpta aperta
Allograpta aperta är en tvåvingeart som beskrevs av Fluke 1942. Allograpta aperta ingår i släktet Allograpta och familjen blomflugor. Inga underarter finns listade i Catalogue of Life.